# Rebel·lió bagauda (409-417)
La rebel·lió bagauda entre els anys 409 i 417 va ser un conflicte bèl·lic que va enfrontar a la població del nord-oest de la Gàl·lia, successivament, contra els invasors del Rin, l'usurpador Constantí de Britània i el govern de l'Imperi Romà d'Occident. Va començar a mitjans de l'any 409 quan els habitants d'aquesta zona van formar grups d'autodefensa i van començar a fustigar tant els esmentats invasors del Rin com els funcionaris de Constantí de tal manera que els primers van preferir abandonar la Gàl·lia i envair Hispània mentre que els segons van ser expulsats i l'usurpador va perdre el control de les províncies afectades.
El govern d'Honori no va poder fer res per recuperar-les després d'acabar amb Constantí en 411 pel fet que la guerra contra els visigots i la defensa davant usurpacions eren la seva màxima prioritat. Tampoc Joví —un nou usurpador sorgit aquell any a la Gàl·lia— els va dedicar la seva atenció. No va ser fins a l'any 417 i una vegada finalitzada la guerra, quan el govern imperial va poder tornar a controlar-les gràcies a una reeixida campanya dirigida per Exuperanci.

## Antecedents
La nit de fi d'any de 406, una coalició de tribus danubianes —alans, vàndals asdings, vàndals silinges, marcomans i quades— van atropellar les defenses frontereres del Rin i van envair la Gàl·lia on van saquejar les seves principals ciutats. Només van poder ser detinguts quan l'usurpador Constantí de Britània va unir els exèrcits de Britània i la Gàl·lia per fer-los front amb una campanya reeixida que li va permetre recuperar gran part del terreny perdut de tal manera que, per a la primavera de 408, els va arraconar al nord-oest de la Gàl·lia. No va continuar, però, la lluita contra ells perquè va preferir dirigir la seva atenció a eliminar la resistència que li van presentar a Hispània diversos parents d'Honori i sobretot, a preparar-se per rebutjar una nova campanya del govern imperial, que estava concentrant tropes per a això a Ticinum (l'actual Pavia) i en negociacions amb Alaric perquè participés amb els seus gots en ella. D'aquesta manera, va preferir arribar a acords de pau amb els invasors que es van substanciar a permetre el seu assentament allà on eren i proporcionar-los suport a compte dels municipis.

## Desarrollo

Fragmentació de l'Imperi occidental el 410, poc després que els bagaudes aconseguissin controlar el nord-oest de la Gàl·lia.
Zones de control:

### Els bagaudes prenen el control de part de la Gàl·lia
A inicis de 409, Constantí havia aconseguit arribar al cim del seu poder, ja que controlava tota la prefectura de les Gàl·lies i Honori havia accedit a reconèixer-ho com a coemperador a més de nomenar-lo cònsol honorari. No obstant això, va descuidar la seva rereguarda, ja que no va acabar amb el problema que suposaven els invasors del Rin. La població de les províncies on van quedar assentats es va atipar dels seus excessos i de lliurar-los subministraments sense que Constantí —a qui també havien de sustentar amb els seus impostos— intervingués. Animats per l'exemple dels britans que havien expulsat, per si mateixos, els saxons, van decidir, llavors, fer-los front pel seu compte mitjançant la formació de milícies armades que els van permetre tallar els subministraments i defensar-se de les rapinyes. Per a mitjans de 409, la resistència s'havia estès prou perquè les tribus bàrbares decidissin abandonar els seus assentaments i dirigir-se a Hispània amb la intenció de saquejar-la i assentar-s'hi. Els funcionaris del govern de Constantí, que no havien fet res per defensar la població, van ser, també, expulsats de manera que aquest va perdre completament el control d'aquestes províncies. Els grups bagaudes van aconseguir, amb això, dominar una àrea que abastava Aquitània segona, Lugdunensis secunda, Lugdunensis III i Lugdunensis IV

### Manca de resposta imperial
El govern d'Honori va enviar a Flavi Constanci en 411 per acabar amb Constantí de Britània i per a setembre, ho va aconseguir derrotar a Arles encara que no va poder continuar la seva campanya per la resta de les Gàl·lies i recuperar-les completament per a l'Imperi, ja que va haver de tornar a Itàlia per defensar el seu govern davant dels visigots. D'aquesta manera, els grups de bagaudes van poder seguir controlant les seves províncies mentre que l'aristocràcia de la resta de la Gàl·lia, per la seva banda, va rebutjar tornar al control del govern de Ravenna i va triar un d'ells com a nou emperador: Joví. La manca de tropes de l'usurpador el va obligar a recórrer a aliats bàrbars i a centrar-se en el control de la vall del Roine sense que pogués intervenir a les províncies rebels que no s'hi van unir. La seva usurpació va durar gairebé dos anys durant els quals els bagaudes no van ser molestats. Després de la seva mort, tampoc el govern imperial va poder ocupar-se a recuperar les províncies perquè va haver de continuar amb la guerra contra els visigots els qui, llavors, controlaven l'àrea al voltant de Narbona. Va arribar, finalment, a un acord amb ells el 416 on va acceptar que, després de recuperar Hispània per a l'Imperi, rebessin un lloc on assentar-se definitivament.

### Recuperació de les províncies
La pau amb els visigots en 416 i la supressió de les usurpacions va permetre que el govern d'Honori pogués, finalment, emprendre la recuperació de les províncies rebels mitjançant una campanya militar en 417. El seu comandament es va lliurar a Exuperanci qui havia nascut a Poitiers situada dins de la zona rebel on, llavors, sembla que els milicians es dedicaven a extorsionar els propietaris de terres. Es desconeix el desenvolupament de la campanya, però, d'una manera o altra, Exuperanci va aconseguir restablir l'Administració imperial. Una de les províncies —Aquitània segona— va romandre poc dins del control imperial, ja que va ser lliurada, al costat de la vall de la Garona el següent any 418 als visigots.